# Plexus myentericus

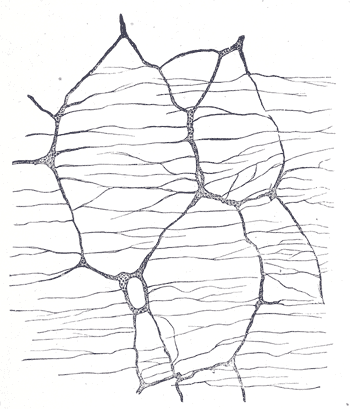
Plexus myentericus eines Hasen

Der Plexus myentericus (oder Auerbach-Plexus nach Leopold Auerbach, der ihn 1862 erstmals beschrieb) ist, neben dem Plexus submucosus (Meissner-Plexus), ein Teil des Enterischen Nervensystems (intramurales Nervensystem), welches wiederum zum Vegetativen Nervensystem gehört. Es handelt sich um Anhäufungen von Ganglien und von ihnen ausgehenden Nervenfasern zwischen der Ring- (Stratum circulare) und Längsmuskelschicht (Stratum longitudinale) der glatten Muskulatur der Wand des Verdauungssystems.
Der Plexus myentericus steuert die Motilität und Peristaltik von Speiseröhre, Magen und Darm primär unabhängig vom Zentralnervensystem. Allerdings kann über den Parasympathikus und Sympathikus die Aktivität des Plexus und damit die der Motilität beeinflusst werden.